# Yao Junior Sènaya
Yao Séyram Junior Sènaya (Lomé, 1984. április 19.  – ) togói válogatott labdarúgó.

## Pályafutása

### Klubcsapatokban
Loméban született, Togóban. Pályafutásának nagy részét Svájcban töltötte. 2001-ben és 2002 között a Wangen bei Olten játékosa volt. 2002-től 2004-ig a Basel B csapatában játszott. 2004 és 2005 között a Concordia Basel labdarúgója volt. 2005 és 2006 között a YF Juventusban szerepelt, majd eltöltött egy kis időt az FC Thun együttesénél is. 2007-ben pedig visszatért a YF Juventushoz. A 2007–08-ban a La Chaux-de-Fonds csapatát erősítette. 2008 és 2011 között az Egyesült Arab Emírségekben játszott.

### A válogatottban
2004 és 2010 között 36 alkalommal szerepelt a togói válogatottban és 3 gólt szerzett. Részt vett a 2006-os világbajnokságon, ahol Dél-Korea és Franciaország ellen kezdőként, míg Svájc ellen pedig csereként lépett pályára.
Részt vett a 2002-es és a 2006-os afrikai nemzetek kupáján is és tagja volt a 2010-es afrikai nemzetek kupájára nevezett keretnek is, de a válogatottat ért fegyveres támadás miatt nem vettek részt a tornán.